# Ягодынский, Павел Николаевич
Па́вел Никола́евич Ягоды́нский (1 [13] ноября 1853 — после 1917) — русский общественный деятель и политик, член IV Государственной думы от Пензенской губернии.

## Биография
Православный. Из потомственных дворян Пензенской губернии. Землевладелец Нижнеломовского уезда (199 ½ десятин).
Окончил Пензенскую 1-ю гимназию с серебряной медалью (1871) и Петровскую земледельческую и лесную академию (1877). По окончании академии в течение трех лет занимался сельскохозяйственной практикой в частных имениях.
В 1880 году поступил на государственную службу преподавателем естествоведения в Туркестанском учительском институте и заведующим институтской сельскохозяйственной фермой. В 1884 году перешел на службу в Министерство государственных имуществ, был командирован на Кавказ для исследования земельного и экономического быта крестьян, чтобы иметь материал для составления законопроекта землеустройства кавказских крестьян. Результатом этой командировки стала статья «Метод учета экономической обеспеченности крестьян Закавказья», напечатанная в «Известиях Петровской академии». Затем выполнял такие же работы в Вятской губернии.
В 1888 году перешел в Министерство финансов на должность податного инспектора Тульской губернии, которую занимал до 1897 года, когда приобрел своё родовое имение при селе Кочалейке Пензенской губернии и, поселившись там, посвятил себя ведению хозяйства и общественной деятельности.
Служил земским начальником в Нижнеломовском уезде (1897—1909). Избирался гласным Нижнеломовского уездного и Пензенского губернского земских собраний, председателем Нижнеломовской уездной земской управы и нижнеломовским уездным предводителем дворянства (1913—1917). Кроме того, с момента основания землеустроительных комиссий состоял по выборам от Пензенского губернского земства членом губернской землеустроительной комиссии, а с 1911 года по выборам того же земства — и членом Сельскохозяйственного совета при Главном управлении землеустройства и земледелия. Дослужился до чина действительного статского советника (1914). Был членом Пензенского отдела Союза 17 октября.
В 1912 году был избран членом Государственной думы от Пензенской губернии. Входил во фракцию октябристов, после её раскола — в независимую группу, а с августа 1915 — в группу прогрессивных националистов и Прогрессивный блок. Состоял членом комиссий: по запросам, сельскохозяйственной, финансовой и по народному образованию. Выступал в поддержку Столыпинской аграрной реформы:

Об общине я не буду говорить, ей полстолетием поставлен крест, …и ее нужно уничтожить. Но если брать крупное, среднее и мелкое землевладение, то я скажу вам, что к крупному и среднему землевладению вы можете приложить капитал в таком размере, в каком вы не можете приложить его к мелкому, а капитал с землей увеличивает производство, а, увеличивая производство, он дает большее приложение труду, больше продуктов производства.
После Февральской революции выехал из Петрограда в Нижний Ломов. После Октябрьской революции имение Ягодынского было конфисковано, а в его доме устроена школа. Был женат, имел двоих детей.
В 1918 году был взят заложником и замучен в Пензенской ЧК.Сын — Борис Павлович Ягодинский, ротмистр. Дочь — Вера Павловна, в замужестве Терновская. Её муж Владимир Петрович Терновский, выпускник Императорской Военно-медицинской академии (1913), в советские годы был известным (улица Терновского в Пензе) врачом-отоларингологом. Их сыновья:
- Георгий — Герой Советского Союза, капитан первого ранга, кандидат исторических наук (в Пензе лицей им. Г. В. Терновского),
- Дмитрий — доктор биологических наук, работал в Новосибирском Академгородке.

## Награды
- Орден Святого Станислава 3-й степени (1895)
- Орден Святой Анны 2-й степени (1905)
- Орден Святого Владимира 4-й степени (1905).